# Терешиха (Вологодская область)
Терешиха — деревня в Харовском районе Вологодской области.
Входит в состав Слободского сельского поселения, с точки зрения административно-территориального деления — в Слободской сельсовет.
Расстояние по автодороге до районного центра Харовска — 61 км, до центра муниципального образования Арзубихи — 12 км. Ближайшие населённые пункты — Митиха, Халчиха, Ваулиха.
По переписи 2002 года население — 6 человек.